# Moczary (obraz Stanisława Masłowskiego)
Moczary – pejzaż akwarelowy polskiego malarza Stanisława Masłowskiego (1853–1926), o wymiarach wys. 14,5 cm, szer. 45,6 cm, powstały w latach 1880–1890, znajdujący się (2022) w zbiorach Muzeum Narodowego w Krakowie.

## Opis
Dokładna data powstania akwareli nie jest znana. Powstała we wczesnym okresie twórczości Masłowskiego, jako dzieło około 30-letniego artysty - "po roku 1880". Tak określał datę jej powstania Tadeusz Dobrowolski (1960). Była przez malarza sygnowana ołówkiem: „S. Masłowski, 94”, jednak  znacznie później - w chwili jej nabycia  przez Feliksa Manggha-Jasieńskiego.
Miejsce powstania akwareli nie jest określone. Powstała w plenerze. Ukazuje  nizinny krajobraz, który mógł występować na przykład na Mazowszu, Podlasiu, Polesiu.Na pejzaż składa się widok na rozległą panoramę moczarów. Stosunek szerokości do wysokości akwareli wynosi ponad 3:1. Widoczne są rozlewiska wody, oczerety i szuwary. Na ich tle zaznaczono sylwetki dwu koni brodzących w wodzie, dym z ogniska i wiatrak po prawej, w głębi - sylwety wierzb, zaś na jeszcze dalszym planie - płaszczyznę pastwisk lub łąk z zarysami zadrzewienia. Po lewej na jeszcze dalszym planie widnieje szarawy pas odległego krajobrazu.  Na płaszczyźnie rozlewisk kontrastuje jasne odbicie szarego, zamglonego lub równomiernie przesłoniętego chmurami, jednorodnego nieba i ciemniejszej zieleni roślin wodnych. Lekkie pochylenie dymu wznoszącego się z ogniska w lewo, sugeruje spokojny powiew wiatru. Całość jest utrzymana na ogół w przewadze zieleni i jasnego, szarawego błękitu.

## Uzupełniające informacje
Na malarskie walory tego pejzażu zwrócił uwagę Tadeusz Dobrowolski (1960) - pisząc: [...] "W [...] latach osiemdziesiątych tworzył artysta, obok obrazów traktowanych dekoracyjnie - obrazy bardziej 'malarskie'. [...]" Według jego określenia, należą do nich "słynne, podłużnego formatu >>Moczary<< (datowane ponoć mylnie przez samego artystę na rok 1894), pełne złotawego światła, jakim lśni zwierciadło wody, pokrytej rytmizowanymi trawkami i szuwarami (ryc.175)."[...]
O obrazie „Moczary” następująco pisał syn artysty, historyk sztuki Maciej Masłowski: "Wynikiem (…) nieustannej łączności z naturą był w tych latach osiemdziesiątych cały szereg niewielkich, ale pionierskich – jak mi się wydaje – krajobrazów." Cytowany autor zaliczał do nich „Lasek” i „Moczary” (z dawnej kolekcji Feliksa Manggha-Jasieńskiego - później w zbiorach krakowskiego Muzeum Narodowego), a także „Pociąg” i „Łubin z wiatrakiem” ze zbiorów prywatnych. Traktował je jako "przykłady bardzo wczesnego pleneru, przykłady przejścia ponad zimnym światłocieniem i suchą fotograficznością wprost do plamy i koloru."
Powstanie obrazu przypadło na lata 1880-e, kiedy "Masłowski [...] wszedł w nową fazę twórczości i w nowe środowisko sztuki nawiązując bliskie stosunki koleżeńskie z grupą malarzy i pisarzy związaną z 'Wędrowcem', z A. Gierymskim i A. Sygietyńskim, z młodymi J. Pankiewiczem i W. Podkowińskim". Okres ten już w 1884 roku zaowocował dużą olejną kompozycją wykonaną w pracowni, którą jest pejzaż zatytułowany „Wschód księżyca” (Muzeum Narodowe w Krakowie – Oddział w Sukiennicach). W malarstwie Masłowskiego zaczął dominować problem światła w nocy i w dzień – obok koloru problem waloru.
Obraz reprodukowano w:
- Feliks Kopera: Dzieje malarstwa w Polsce”, Kraków 1926 - reprodukcja brawna
- Tadeusz Dobrowolski: Nowoczesne malarstwo polskie, t. II, Wrocław - Kraków, 1960, wyd. Zakład Narodowy im. Ossolińskich - Wydawnictwo, s.271, ryc.175 - reprodukcja czarno-biała
- Stanisław Masłowski – teka - akwarele 12 reprodukcji barwnych, ze wstępem Macieja Masłowskiego, Warszawa 1956, wyd. „Sztuka”, tabl.8 - reprodukcja barwna

## Literatura
- Feliks Kopera: Dzieje malarstwa w Polsce”, Kraków 1926
- Stanisław Masłowski – Materiały do życiorysu i twórczości, oprac. Maciej Masłowski, Wrocław 1957, Zakład Narodowy im. Ossolińskich
- Stanisław Masłowski – akwarele 12 reprodukcji barwnych, ze wstępem Macieja Masłowskiego, Warszawa 1956, wyd. „Sztuka”
- Tadeusz Dobrowolski: Nowoczesne malarstwo polskie, t. II, Wrocław - Kraków, 1960, wyd. Zakład Narodowy im. Ossolińskich - Wydawnictwo